# Giovanna Antonelli

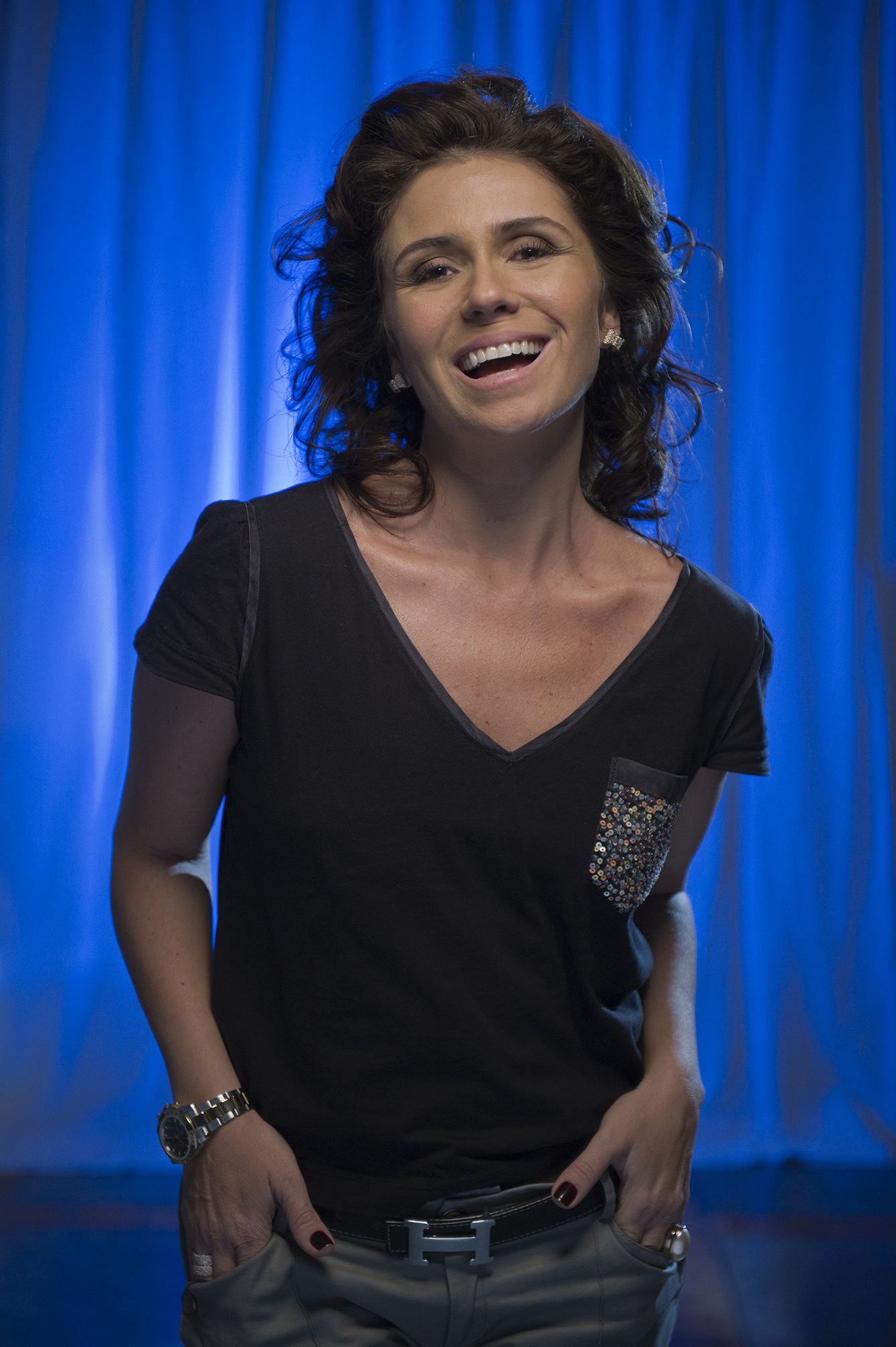
Giovanna Antonelli

Giovanna Antonelli (anhörenⓘ, * 18. März 1976 in Rio de Janeiro, Brasilien) ist eine brasilianische Schauspielerin und Sängerin.

## Leben und beruflicher Werdegang
Antonelli ist die Tochter des brasilianischen Schauspielers Hilton Prado und der Tänzerin Suelly Antonelli. Ihre Karriere als Schauspielerin startete sie bereits als Teenager in dem Kinderprogramm Angélica. Ihre erste wichtige Rolle spielte sie in der brasilianischen Seifenoper Malhação. Dort stellte sie von 1995 bis 2000 die Figur Isa Pasqualete dar. Im Jahr 2000 spielte sie Sharon in dem Film Bossa Nova. Nach ihrem Filmdebüt spielte sie die Rolle der Capitu in der Telenovela Laços de Família. Im Anschluss spielte sie die Maria Magdalena in dem Musical Jesus Christ Superstar. 2001 spielte sie die junge Muslimin Jade in der brasilianischen TV-Serie O Clone. Ihr männlicher Partner war Murilo Benício. 2002 spielte sie in dem Film Avassaladoras. Ein Jahr später nahm sie die Rolle der brasilianischen Nationalheldin Anita Ana Garibaldi, in der Mini-Serie A Casa das Sete Mulheres an. Von 2003 bis heute folgten zahlreiche weitere Filme, Miniserien und Telenovelas.
Antonelli war mehrfach verheiratet. Von ihrem ersten Ehemann, dem Brasilianer Ricardo Medina, trennte sie sich 2001. Von 2002 bis 2007 lebte sie mit Murilo Benício zusammen, mit dem sie einen gemeinsamen Sohn hat. 2007 heiratete sie Roberto Locascio. Heute ist sie mit dem Regisseur Leonardo Nogueira zusammen. Das Paar hat zwei Töchter.

## Fernsehfilme und Serien
- 1994: Tropicaliente
- 1995: Tocaia Grande
- 1996: Xica da Silva
- 1998: Corpo Dourado
- 1999: Força de um Desejo
- 1999: Malhação
- 2000: Laços de Família
- 2001: O Clone
- 2003: A Casa das Sete Mulheres
- 2004: Da Cor do Pecado
- 2006: Minha Nada Mole Vida
- 2007: Amazônia, de Galvez a Chico Mendes
- 2007: Sete Pecados
- 2009: A Turma do Didi
- 2009: Viver a Vida
- 2011: Chico Xavier
- 2011: Aquele Beijo
- 2012: As Brasileiras